# Serie A 2002-2003 (calcio femminile)
L'edizione 2002-2003 è stata la trentaseiesima edizione del campionato italiano di Serie A femminile di calcio.
Il Foroni Verona F.C. (già Associazione Calcio Foroni) ha conquistato lo scudetto per la prima volta nella sua storia. Sono retrocessi in Serie A2 il Valdarno e il Ludos Palermo. Il titolo di capocannoniere della Serie A è andato a Chiara Gazzoli, calciatrice del Foroni Verona, autrice di 54 goal.

## Stagione

### Novità
Al termine stagione 2001-2002 il Gravina Catania e l'Atletico Oristano sono stati retrocessi in Serie A2. Al loro posto sono stati promossi il Bergamo R e il Lucca 7, vincitori dei play-off promozione della Serie B.
A seguito di una ristrutturazione societaria, l'A.C.F. Piazza 96 ha cambiato la sua denominazione in Valdarno C.F..

### Formula
Le 14 squadre partecipanti si affrontano in un girone all'italiana con partite di andata e ritorno per un totale di 26 giornate.
La squadra campione d'Italia si qualifica alla UEFA Women's Cup 2003-2004.
Le ultime due classificate retrocedono in Serie A2.

## Squadre partecipanti
| Club                     | Stagione | Città                      | Stadio                               | Stagione precedente                  |
| ------------------------ | -------- | -------------------------- | ------------------------------------ | ------------------------------------ |
| Agliana                  | dettagli | Agliana (PT)               | Stadio comunale G. Bellucci          | 7º posto in Serie A                  |
| Bardolino                | dettagli | Bardolino (VR)             | Stadio comunale Belvedere, Calmasino | 3º posto in Serie A                  |
| Bergamo R                | dettagli | Bergamo                    |                                      | 1º posto in Serie B/A                |
| Como 2000                | dettagli | Como                       |                                      | 12º posto in Serie A                 |
| Enterprise Lazio         | dettagli | Roma                       | Stadio Flaminio                      | Campione d'Italia                    |
| Fiammamonza              | dettagli | Monza (MI)                 | Stadio Gino Alfonso Sada             | 5º posto in Serie A                  |
| Foroni Verona            | dettagli | Verona                     |                                      | 2º posto in Serie A                  |
| Letti Cosatto Tavagnacco | dettagli | Tavagnacco (UD)            | Stadio comunale                      | 11º posto in Serie A                 |
| Lucca 7                  | dettagli | Lucca                      |                                      | 1º posto in Serie B/C                |
| Ludos Palermo            |          | Palermo                    |                                      | 8º posto in Serie A                  |
| ACF Milan                | dettagli | Milano                     |                                      | 6º posto in Serie A                  |
| Torino Gan Italia 645    | dettagli | Venaria Reale (TO)         |                                      | 9º posto in Serie A                  |
| Torres Terra Sarda       | dettagli | Sassari                    | Stadio Vanni Sanna, vari             | 4º posto in Serie A                  |
| Valdarno                 |          | Castelfranco di Sotto (PI) |                                      | 9º posto in Serie A (come Piazza 96) |

## Classifica finale
|  | Pos. | Squadra                  | Pt | G  | V  | N | P  | GF  | GS | DR   |
|  | ---- | ------------------------ | -- | -- | -- | - | -- | --- | -- | ---- |
|  | 1.   | Foroni Verona            | 75 | 26 | 25 | 0 | 1  | 126 | 12 | +114 |
|  | 2.   | Enterprise Lazio         | 66 | 26 | 22 | 0 | 4  | 86  | 20 | +66  |
|  | 3.   | Torres Terra Sarda       | 58 | 26 | 19 | 1 | 6  | 74  | 33 | +41  |
|  | 4.   | Bardolino                | 56 | 26 | 18 | 2 | 6  | 71  | 32 | +39  |
|  | 5.   | Fiammamonza              | 48 | 26 | 15 | 3 | 8  | 55  | 31 | +24  |
|  | 6.   | Bergamo R                | 38 | 26 | 11 | 5 | 10 | 47  | 51 | -4   |
|  | 7.   | Aircargo Agliana         | 37 | 26 | 10 | 7 | 9  | 39  | 51 | -12  |
|  | 8.   | ACF Milan                | 24 | 26 | 6  | 6 | 14 | 32  | 53 | -21  |
|  | 9.   | Torino Gan Italia        | 23 | 26 | 6  | 5 | 15 | 30  | 62 | -32  |
|  | 10.  | Como 2000                | 23 | 26 | 6  | 5 | 15 | 31  | 64 | -33  |
|  | 11.  | Letti Cosatto Tavagnacco | 22 | 26 | 5  | 7 | 14 | 30  | 52 | -22  |
|  | 12.  | Lucca 7                  | 19 | 26 | 5  | 4 | 17 | 25  | 88 | -63  |
|  | 13.  | Valdarno                 | 16 | 26 | 4  | 4 | 18 | 21  | 75 | -44  |
|  | 14.  | Ludos Palermo            | 14 | 26 | 3  | 5 | 18 | 28  | 71 | -43  |

Legenda:
      Campione d'Italia e ammessa alla UEFA Women's Cup 2003-2004.
      Ammessa alla Italy Women's Cup 2003.
      Retrocesse in Serie A2 2003-2004.
Note:
Tre punti a vittoria, uno a pareggio, zero a sconfitta.

## Risultati

### Calendario
| andata      | 1ª giornata            | ritorno     |
| 14 set 2002 |                        | 11 gen 2003 |
| 1-0         | Agliana-Tavagnacco     | 2-1         |
| 2-2         | Bardolino-Bergamo      | 4-2         |
| 2-3         | Como 2000-Fiammamonza  | 1-2         |
| 1-2         | Ludos Palermo-Lucca 7  | 2-3         |
| 1-3         | Torino-Lazio           | 1-2         |
| 3-0         | Torres-Milan           | 3-0         |
| 1-2         | Valdarno-Foroni Verona | 1-11        |

| andata      | 4ª giornata              | ritorno    |
| 19 ott 2002 |                          | 1 feb 2003 |
| 4-1         | Bergamo-Torino           | 0-0        |
| 2-0         | Fiammamonza-Lazio        | 0-2        |
| 7-0         | Foroni Verona-Agliana    | 3-0        |
| 0-3         | Lucca 7-Como 2000        | 1-3        |
| 1-1         | Milan-Valdarno           | 0-1        |
| 2-2         | Tavagnacco-Ludos Palermo | 0-0        |
| 3-1         | Torres-Bardolino         | 1-3        |

| andata     | 7ª giornata              | ritorno    |
| 9 nov 2002 |                          | 1 mar 2003 |
| 1-1        | Agliana-Milan            | 3-1        |
| 3-2        | Como 2000-Ludos Palermo  | 0-3        |
| 3-0        | Fiammamonza-Bergamo      | 0-1        |
| 5-0        | Foroni Verona-Tavagnacco | 6-0        |
| 3-0        | Lazio-Lucca 7            | 4-0        |
| 3-1        | Torino-Torres            | 1-5        |
| 0-3        | Valdarno-Bardolino       | 1-7        |

| andata      | 10ª giornata        | ritorno    |
| 30 nov 2002 |                     | 5 apr 2003 |
| 1-0         | Bardolino-Agliana   | 1-1        |
| 2-2         | Lucca 7-Bergamo     | 1-3        |
| 2-6         | Ludos Palermo-Lazio | 0-5        |
| 0-6         | Milan-Foroni Verona | 0-6        |
| 2-0         | Tavagnacco-Como     | 1-2        |
| 4-2         | Torres-Fiammamonza  | 3-2        |
| 1-2         | Valdarno-Torino     | 2-4        |

| andata     | 13ª giornata            | ritorno     |
| 6 gen 2003 |                         | 10 mag 2003 |
| 3-0        | Agliana-Torino          | 2-0         |
| 5-1        | Bergamo-Ludos Palermo   | 2-1         |
| 3-0        | Fiammamonza-Valdarno    | 6-1         |
| 3-1        | Foroni Verona-Bardolino | 3-0         |
| 3-0        | Lazio-Como 2000         | 5-0         |
| 1-6        | Lucca 7-Torres          | 0-11        |
| 2-2        | Tavagnacco-Milan        | 0-0         |

| andata      | 2ª giornata             | ritorno     |
| 21 set 2002 |                         | 18 gen 2003 |
| 1-0         | Bergamo-Valdarno        | 3-0         |
| 1-1         | Fiammamonza-Torino      | 1-0         |
| 6-1         | Foroni Verona-Como 2000 | 3-0         |
| 10-0        | Lazio-Agliana           | 6-1         |
| 1-5         | Lucca 7-Bardolino       | 0-8         |
| 4-2         | Milan-Ludos Palermo     | 4-0         |
| 1-3         | Tavagnacco-Torres       | 2-3         |

| andata      | 5ª giornata             | ritorno    |
| 26 ott 2002 |                         | 8 feb 2003 |
| 3-3         | Agliana-Bergamo         | 0-1        |
| 3-1         | Bardolino-Ludos Palermo | 3-2        |
| 1-4         | Como 2000-Milan         | 0-0        |
| 3-0         | Fiammamonza-Tavagnacco  | 1-2        |
| 2-1         | Lazio-Foroni Verona     | 2-3        |
| 2-2         | Torino-Lucca 7          | 2-0 tav.   |
| 0-1         | Valdarno-Torres         | 0-4        |

| andata      | 8ª giornata           | ritorno    |
| 16 nov 2002 |                       | 8 mar 2003 |
| 1-6         | Bergamo-Foroni Verona | 0-5        |
| 1-0         | Bardolino-Como 2000   | 6-1        |
| 0-4         | Lucca 7-Fiammamonza   | 0-5        |
| 1-0         | Ludos Palermo-Torino  | 0-1        |
| 0-1         | Milan-Lazio           | 0-4        |
| 0-1         | Tavagnacco-Valdarno   | 1-1        |
| 3-1         | Torres-Agliana        | 0-1        |

| andata     | 11ª giornata              | ritorno     |
| 7 dic 2002 |                           | 26 apr 2003 |
| 4-0        | Agliana-Valdarno          | 2-0         |
| 2-1        | Bergamo-Milan             | 2-3         |
| 2-0        | Fiammamonza-Ludos Palermo | 2-2         |
| 2-0        | Foroni Verona-Torres      | 5-1         |
| 3-2        | Lazio-Bardolino           | 0-2         |
| 2-0        | Lucca 7-Tavagnacco        | 1-7         |
| 1-1        | Torino-Como 2000          | 1-3         |

| andata      | 3ª giornata          | ritorno     |
| 12 ott 2002 |                      | 25 gen 2003 |
| 0-3         | Agliana-Fiammamonza  | 2-2         |
| 2-0         | Bardolino-Milan      | 2-0         |
| 2-1         | Como 2000-Bergamo    | 0-2         |
| 6-0         | Lazio-Tavagnacco     | 1-0         |
| 0-1         | Ludos Palermo-Torres | 1-2         |
| 1-5         | Torino-Foroni Verona | 0-11        |
| 1-1         | Valdarno-Lucca 7     | 1-0         |

| andata     | 6ª giornata               | ritorno     |
| 2 nov 2002 |                           | 22 feb 2003 |
| 0-2        | Bergamo-Lazio             | 2-3         |
| 3-0        | Foroni Verona-Fiammamonza | 2-1         |
| 0-3        | Lucca 7-Agliana           | 3-1         |
| 3-2        | Ludos Palermo-Valdarno    | 0-2         |
| 2-3        | Milan-Torino              | 3-1         |
| 2-1        | Tavagnacco-Bardolino      | 1-3         |
| 4-0        | Torres-Como 2000          | 2-2         |

| andata      | 9ª giornata           | ritorno     |
| 23 nov 2002 |                       | 15 mar 2003 |
| 1-1         | Agliana-Ludos Palermo | 1-1         |
| 3-1         | Bergamo-Tavagnacco    | 2-2         |
| 2-2         | Como 2000-Valdarno    | 3-1         |
| 1-0         | Fiammamonza-Milan     | 3-1         |
| 7-0         | Foroni Verona-Lucca 7 | 1-0         |
| 1-2         | Lazio-Torres          | 1-0         |
| 1-2         | Torino-Bardolino      | 1-4         |

| andata      | 12ª giornata                | ritorno    |
| 14 dic 2002 |                             | 3 mag 2003 |
| 1-3         | Bardolino-Fiammamonza       | 3-0        |
| 0-0         | Como 2000-Agliana           | 3-6        |
| 0-1         | Ludos Palermo-Foroni Verona | 0-14       |
| 2-0         | Milan-Lucca 7               | 3-3        |
| 1-1         | Torino-Tavagnacco           | 1-2        |
| 3-1         | Torres-Bergamo              | 5-2        |
| 1-4         | Valdarno-Lazio              | 0-7        |

## Statistiche

### Classifica marcatrici
Fonte: sito Rec.Sport.Soccer Statistics Foundation (RSSSF)
| Gol | Rigori |  | Giocatore           | Squadra       |
| --- | ------ |  | ------------------- | ------------- |
| 54  | ?      |  | Chiara Gazzoli      | Foroni Verona |
| 35  | ?      |  | Patrizia Panico     | Lazio         |
| 35  | ?      |  | Ángeles Parejo      | Torres        |
| 27  | ?      |  | Rita Guarino        | Foroni Verona |
| 23  | ?      |  | Maria Ilaria Pasqui | Bardolino     |
| 22  | ?      |  | Valentina Boni      | Bardolino     |
| 21  | ?      |  | Melania Gabbiadini  | Bergamo R     |
| 17  | ?      |  | Teresina Marsico    | Lazio         |
| 13  | ?      |  | Paola Brumana       | Como 2000     |
| 13  | ?      |  | Moira Placchi       | Foroni Verona |
| 13  | ?      |  | Fabiana Colasuonno  | Torres        |